# Reglas de Hume-Rothery
En las soluciones sólidas aparecen ciertos defectos puntuales de dos tipos: sustitucionales e intersticiales.
Las reglas de Hume-Rothery establecen las condiciones necesarias que debe presentar una solución sólida total, es decir que un material tenga solubilidad sólida ilimitada, acorde a los átomos del soluto y del solvente, las condiciones son las siguientes:
1. Tamaños relativos: esta condición establece que la diferencia de los tamaños de los radios atómicos de soluto y solvente no debe superar el 15% (respecto al tamaño de los átomos del solvente), ya que de ser así los átomos del soluto crearían grandes distorsiones en la red y aparecería una nueva fase, por lo cual no habría una solubilidad total.
2. Igualdad en la Estructura cristalina: los componentes que formen la disolución deben tener la misma estructura cristalina (ej: FCC, BCC, etc.); de lo contrario existiría algún punto en el cual ocurrirá la transición de una fase a otra con estructura distinta.
3. Electronegatividad: las electronegatividades de los átomos del soluto y del solvente tienen que ser lo más parecidas posible. Mientras más parecidas sean, mayor es la probabilidad de formar la disolución sólida total. Si las electronegatividades difieren de manera significativa, se formarán compuestos.
4. Similitud de las valencias: las valencias de los átomos deben ser similares; de lo contrario, la diferencia de electrones de valencia favorecerá la formación de compuestos, en vez de la formación de soluciones sólidas.

Las condiciones de Hume-Rothery deben cumplirse, pero no son necesariamente suficientes para que dos metales tengan solubilidad ilimitada.